# Turkije op de Olympische Winterspelen 1964
Tijdens de Olympische Winterspelen van 1964, die in Innsbruck (Oostenrijk) werden gehouden, nam Turkije voor de vijfde keer deel.

## Deelnemers en resultaten

### Alpineskiën
| Olympiër          | Discipline       | Resultaat | Prestatie                           |
| ----------------- | ---------------- | --------- | ----------------------------------- |
| Muzaffer Demirhan | afdaling (m)     | 63e       | 2.45,63 (+27,47)                    |
| Muzaffer Demirhan | reuzenslalom (m) | 74e       | 2.41,42 (+54,71)                    |
| Muzaffer Demirhan | slalom (m)       | dnq       | niet geplaatst voor finalewedstrijd |
| Abdurrahman Küçük | afdaling (m)     | 72e       | 3.09,99 (+51,83)                    |
| Abdurrahman Küçük | reuzenslalom (m) | 79e       | 3.07,63 (+1.20,92)                  |
| Zeki Samiloglu    | afdaling (m)     | 71e       | 3.05,71 (+47,55)                    |
| Zeki Samiloglu    | reuzenslalom (m) | 69e       | 2.28,76 (+42,05)                    |
| Zeki Samiloglu    | slalom (m)       | dnq       | niet geplaatst voor finalewedstrijd |
| Bahattin Topal    | slalom (m)       | dnq       | niet geplaatst voor finalewedstrijd |
| Osman Yüce        | afdaling (m)     | 70e       | 3.03,66 (+45,50)                    |
| Osman Yüce        | reuzenslalom (m) | 71e       | 2.32,11 (+45,40)                    |
| Osman Yüce        | slalom (m)       | dnq       | niet geplaatst voor finalewedstrijd |

Argentinië · Australië · België · Bulgarije · Canada · Chili · Denemarken · Duits eenheidsteam · Finland · Frankrijk · Griekenland · Groot-Brittannië · Hongarije · IJsland · India · Iran · Italië · Japan · Joegoslavië · Libanon · Liechtenstein · Mongolië · Nederland ·  Noord-Korea · Noorwegen · Oostenrijk · Polen · Roemenië · Sovjet-Unie · Spanje · Tsjecho-Slowakije · Turkije · Verenigde Staten · Zuid-Korea · Zweden · Zwitserland